# Bathyalozoon foresti
Bathyalozoon foresti is een mosdiertjessoort uit de familie van de Bathyalozoontidae.